# Rossendorfer Ringzonenreaktor
Der Rossendorfer Ringzonenreaktor (RRR) war ein Forschungsreaktor, der von 1962 bis 1991 am damaligen Zentralinstitut für Kernforschung in Dresden-Rossendorf betrieben wurde. Der Kernreaktor hatte eine thermische Leistung von 1000 Watt und wurde als Neutronenquelle ausschließlich zu Forschungszwecken eingesetzt. Er war der erste Reaktor, der in der DDR eigenständig gebaut wurde.

## Geschichte
Der erste Ringzonenreaktor (unter der Bezeichnung Argonaut) wurde am Argonne National Laboratory entworfen. Der in Rossendorf nach diesem Prinzip gebaute Reaktor erreichte am 16. Dezember 1962 seine erste Kritikalität. Damit war er der erste Kernreaktor, der auf Basis US-amerikanischer Pläne ausschließlich durch Wissenschaftler und Techniker der DDR gebaut wurde. Der Ringzonenreaktor war die zweite von drei kerntechnischen Anlagen am Zentralinstitut für Kernforschung in Rossendorf, fünf Jahre zuvor war der Rossendorfer Forschungsreaktor in Betrieb genommen worden, sieben Jahre später wurde die Rossendorfer Anordnung für kritische Experimente installiert. Durch den Einbau eines schnellen Einsatzgitters wurde der Rossendorfer Ringzonenreaktor dann 1972 zu einem gekoppelten schnell/thermischen System erweitert.
Der Reaktor wurde schließlich nach fast 29-jährigem Betrieb am 25. September 1991, im gleichen Jahr wie die beiden anderen Forschungsreaktoren, abgeschaltet. Am 31. März 1999 wurde durch das Sächsische Staatsministerium für Umwelt und Landesentwicklung die Genehmigung zur Stilllegung der Anlage erteilt. Mit der Stilllegung und den Abbau wurde der Verein für Kernverfahrenstechnik und Analytik Rossendorf vom Freistaat Sachsen beauftragt. Der Kernbrennstoff wurde daraufhin entladen und gesichert, anschließend wurde die Reaktoranlage vollständig abgebaut. Am 11. Mai 2000 wurde die Anlage schließlich aus dem Geltungsbereich des deutschen Atomgesetzes entlassen.

## Aufbau
Die Rossendorfer Ringzonenreaktor war ein Kernreaktor vom Typ Argonaut, der mit leichtem Wasser gekühlt und moderiert wurde. Der Reaktor hatte eine thermische Leistung von 1 kW, der maximale thermische Neutronenfluss betrug 1,5 × 1011 n/cm2 s. Die Neutronen wurden dabei durch Graphit-Reflektoren gebündelt.

## Forschung
Der Ringzonenreaktor diente der reaktorphysikalischen Grundlagenforschung, insbesondere wurden Messverfahren in der Neutronenspektrometrie, für die Reaktivitätsmesstechnik und die Reaktordiagnostik entwickelt und erprobt.